# Edward Newton
Pour les articles homonymes, voir Newton.
Sir Edward Newton est un administrateur colonial et un ornithologue britannique, né en novembre 1832 et mort le 25 avril 1897 à Lowestoft.
Il est le frère d'Alfred Newton (1829-1907), professeur de zoologie et d’anatomie comparée à Cambridge.

## Biographie
Edward travaille pour l’administration coloniale britannique. Il est en poste à l’île Maurice de 1859 à 1877, puis, de 1877 à 1883, à la Jamaïque.
Il est l'un des fondateurs de la British Ornithologists' Union et de son journal The Ibis.
Il observe et récolte de nombreux spécimens qu’il envoie à son frère, notamment d’espèces disparues comme le Dodo (Raphus cucullatus) et le solitaire de Rodrigues (Pezophaps solitaria).
Edward, seul ou avec son frère, fait paraître de nombreux articles scientifiques. Parmi ceux-ci, il faut citer un article important sur les oiseaux de l’île de Sainte-Croix dans les Caraïbes. Il publie également, de 1862 à 1869, plusieurs articles sur les oiseaux de Madagascar et des îles Mascareignes dans lesquels il décrit de nouvelles espèces.
Il fait paraître en 1881 une liste des oiseaux de la Jamaïque. Les observations d’Edward Newton permettent des progrès considérables dans la connaissance de l’avifaune de la région.
La crécerelle malgache (Falco newtoni) lui a été dédiée par John Henry Gurney (1819-1890) en 1863 à partir d’un spécimen récolté par Edward Newton.

## Source
- Bo Beolens et Michael Watkins (2003). Whose Bird ? Common Bird Names and the People They Commemorate. Yale University Press (New Haven et Londres) : 400 p.  (ISBN 0-300-10359-X)